# Hauteriviense
| Era Eratema | Periodo Sistema | Época Serie         | Edad Piso                      | Inicio, en millones de años |
| ----------- | --------------- | ------------------- | ------------------------------ | --------------------------- |
| Mesozoico   | Cretácico       | Superior / Tardío   | Maastrichtiense Maastrichtiano | 72,2±0,2                    |
| Mesozoico   | Cretácico       | Superior / Tardío   | Campaniense Campaniano         | 83,6±0,2                    |
| Mesozoico   | Cretácico       | Superior / Tardío   | Santoniense Santoniano         | 85,7±0,2                    |
| Mesozoico   | Cretácico       | Superior / Tardío   | Coniaciense Coniaciano         | 89,8±0,3                    |
| Mesozoico   | Cretácico       | Superior / Tardío   | Turoniense Turoniano           | 93,9±0,2                    |
| Mesozoico   | Cretácico       | Superior / Tardío   | Cenomaniense Cenomaniano       | 100,5±0,1                   |
| Mesozoico   | Cretácico       | Inferior / Temprano | Albiense Albiano               | 113,2±0,3                   |
| Mesozoico   | Cretácico       | Inferior / Temprano | Aptiense Aptiano               | 121,4±0,6                   |
| Mesozoico   | Cretácico       | Inferior / Temprano | Barremiense Barremiano         | 125,77                      |
| Mesozoico   | Cretácico       | Inferior / Temprano | Hauteriviense Hauteriviano     | 132,6±0,6                   |
| Mesozoico   | Cretácico       | Inferior / Temprano | Valanginiense Valanginiano     | 137,05±0,20                 |
| Mesozoico   | Cretácico       | Inferior / Temprano | Berriasiense Berriasiano       | 143,1                       |
| Mesozoico   | Jurásico        | Jurásico            | Jurásico                       | 201,4±0,2                   |
| Mesozoico   | Triásico        | Triásico            | Triásico                       | 251,9±0,024                 |

El Hauteriviense o Hauteriviano es el tercer piso y edad del Cretácico Inferior/Temprano, en la escala temporal geológica. Sucede al Valanginiense y precede al Barremiense. Se inició hace unos 132,6 millones de años y terminó hace unos 125,77 millones de años.
El Barremiense se introdujo en la literatura científica por el geólogo suizo Eugène Renevier en 1874. Recibe su nombre de la comuna de Hauterive (Suiza).

## Sección estratotipo y punto de límite global (GSSP)
La sección estratotipo y punto de límite global (GSSP) para la base del Hauteriviense encuentra La Charce (departamento de Drôme, Francia). Se caracteriza por la primera aparición del género de amonites Acanthodiscus, ell cual a su vez marca la base de la biozona de ammonites Acanthodiscus radiatus. El piso y el GSSP fueron aprobados por la Comisión Internacional de Estratigrafía y posteriormente ratificados por la Unión Internacional de Ciencias Geológicas en diciembre de 2019.
El techo del Hauteriviense se define por el GSSP de la base del Barremiense, que se caracteriza por la primera aparición del amonites Taveraidiscus hugii, dentro de la subzona NC5C de nanofósiles calcáreos y en parte inferior del cron M3r.
|              |
| Wuerhosaurus |

|                |
| Dsungaripterus |

|                  |
| Dilong paradoxus |